# Michael Flegler
Michael Flegler (* 11. prosince 1972) je bývalý německý sportovní šermíř, který se specializoval na šerm kordem. Německo reprezentoval v devadesátých letech. V roce 1992 se stal mistrem Evropy v soutěži jednotlivců. S německým družstvem kordistů získal titul mistra světa v roce 1995.